# Cneu Domício Enobarbo (cônsul em 32 a.C.)
Cneu Domício Enobarbo (80–30 a.C.; em latim: Gneus Domitius Ahenobarbus) foi um político da família dos Enobarbos da gente Domícia da República Romana nomeado cônsul em 32 a.C. com Caio Sósio. Era filho de Lúcio Domício Enobarbo e pai de Lúcio Domício Enobarbo. Foi bisavô paterno do imperador romano Nero.

## Carreira
Cneu acompanhou seu pai, o cônsul em 54 a.C., na guerra civil entre Júlio César e Pompeu e esteve na campanha em Corfínio, em 49 a.C., na qual foi capturado com ele. Por conta disto, esteve presente na Batalha de Farsalos, mas não participou da luta. Ficou fora de Roma até 46 a.C., quando foi perdoado por César (o único a consegui-lo). Depois da morte de César, aliou-se a Caio Cássio Longino e a Marco Júnio Bruto. Por conta disto, acabou condenado pelos termos da Lex Pedia (43 a.C.) como um dos assassinos de César, apesar de ser improvável que tenha participado diretamente do assassinato. Neste mesmo ano, Domício conseguiu que parte da cavalaria de Públio Cornélio Dolabela, na Macedônia, desertasse para o lado de Bruto.

## Luta contra Otaviano
Em 42 a.C., Enobarbo enviou uma frota de cinquenta navios até o mar Jônio e conseguiu vitórias importantes na luta contra o Segundo Triunvirato, derrotando completamente Cneu Domício Calvino na primeira Batalha de Filipos, quando este tentou zarpar de Brundísio. Foi saudado por suas tropas como imperator e uma moeda foi cunhada para registrar a vitória.
Depois da batalha, ainda no mesmo ano, continuou a guerra contra os triúnviros de forma independente de Sexto Pompeu e, com um frota de setenta navios e duas legiões, saqueava constantemente as costas do Adriático. Apesar disso, graças à intervenção de Caio Asínio Polião em 40 a.C., se reconciliou com Marco Antônio, que o nomeou governador propretorial da Bitínia, o que irritou profundamente Otaviano.
Na Paz de Miseno, que os triúnviros negociaram com Sexto Pompeu em 39 a.C. para dar fim à Revolta Siciliana, Marco Antônio garantiu a segurança de Enobarbo e obteve para ela a promessa do consulado em 32 a.C..

## Aliado de Antônio

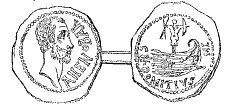
Moeda comemorando a vitória naval de Domício Enobarbo sobre Cneu Domício Calvino.

Enobarbo participou da mal fadada Campanha parta de Marco Antônio, em 36 a.C. Depois de uma derrota particularmente devastadora, Antônio estava sem condições de discursar para suas tropas para aumentar o moral e a tarefa coube a Enobarbo.
Em 35 a.C., ao regressar da Armênia para sua província, a Bitínia, seguiu para ajudar Caio Fúrnio, governador da Ásia, que lutava contra Sexto Pompeu.

## Consulado (32 a.C.)
Foi eleito cônsul em 32 a.C. com Caio Sósio, ano no qual Otaviano e Marco Antônio romperam abertamente, um conflito que deu origem à quarta guerra civil. Com Sósio, Enobarbo fugiu de Roma para se juntar a Marco Antônio em Éfeso, que estava com Cleópatra, e tentou, em vão, fazer com que ele assumisse o comando do exército dela. Muitos dos soldados, descontentes com o comportamento de Antônio, lhe ofereceram o comando, mas ele recusou. Apesar de já estar sofrendo os efeitos de uma febre, Enobarbo tomou um pequeno barco para si e fugiu para o lado de Otaviano pouco antes da Batalha de Ácio em 31 a.C.. Apesar de furioso, Antônio enviou-lhe todo o seu equipamento, seus amigos e seus empregados. Contudo, ele não conseguiu participar da batalha em si e morreu poucos dias depois. Plutarco sugere que sua morte se deu pela "vergonha por sua deslealdade e traição ter sido revelada". Suetônio afirma que ele fez o melhor para salvar sua família.

## Família
Cneu era filho de Lúcio Domício Enobarbo com Pórcia, a irmã de Catão, o Jovem, e meia-irmã das duas Servílias, Servília Cepião, a amante de César, e Servília Cepião, a Jovem, a segunda esposa de Lúcio Licínio Lúculo.
Casou-se com Emília Lépida, que era parente por parte de pai do triúnviro Lépido, e teve com ela Lúcio Domício Enobarbo, cônsul em 16 a.C. e marido de Antônia Maior, a filha de Marco Antônio com Otávia Menor, irmã de Otaviano. Eles, por sua vez, foram pais de Cneu Domício Enobarbo, o pai do imperador romano Nero.